# Визер (Ајдахо)
Визер (енгл. Weiser) град је у америчкој савезној држави Ајдахо.

## Демографија
По попису из 2010. године број становника је 5.507, што је 164 (3,1%) становника више него 2000. године.
| Група             | 2000.         | 2010.         |
| Белци             | 3.954 (74,0%) | 3.882 (70,5%) |
| Афроамериканци    | 4 (0,1%)      | 15 (0,3%)     |
| Азијати           | 64 (1,2%)     | 56 (1,0%)     |
| Хиспаноамериканци | 1.224 (22,9%) | 1.439 (26,1%) |
| Укупно            | 5.343         | 5.507         |